# Agrosport
O Agro Sport Clube de Monte Café, mais conhecido como Agrosport, é um clube multiesportes da Ilha de São Tomé, em São Tomé e Príncipe baseado em Monte Café.
Em 2019, Agrosport venceu o único título de campeonato regional de São Tomé, em tarde, em 21 de dezembro, Agrosport venceu o único título nacional por temporada de 2019.

## Título
- Campeonato Regional de São Tomé: 1

2019
- Campeonato Santomense de Futebol: 1

2019

## Futebol

### Palmarés
| Escalão | Nº Presenças | Títulos | Melhor Classificação |
| II      | 20           | 0       | -                    |

### Classificações regionais
| Temporada | Div | Pos | Pts    | J  | V | E | D  | G.M. | G.S. | Diff. |
| 2011      | 3   | -   | -      | -  | - | - | -  | -    | -    | -     |
| 2012      | 2   | 9   | 17 pts | 18 | 5 | 2 | 11 | 25   | 39   | -14   |
| 2013      | 3   | -   | -      | 18 | - | - | -  | -    | -    | -     |
| 2019      | 2   | 1   | -      | 18 | - | - | -  | -    | -    | -     |